# Periconta
Periconta é um gênero de traça pertencente à família Arctiidae.